# بين بيتس (لاعب غولف)
بين بيتس (بالإنجليزية: Ben Bates)‏ هو لاعب غولف أمريكي، ولد في 12 يونيو 1961 في كوينسي في الولايات المتحدة.

## وصلات خارجية
- بين بيتس على موقع رابطة لاعبي الغولف المحترفين (الإنجليزية)